# Gasversorgung Pforzheim Land

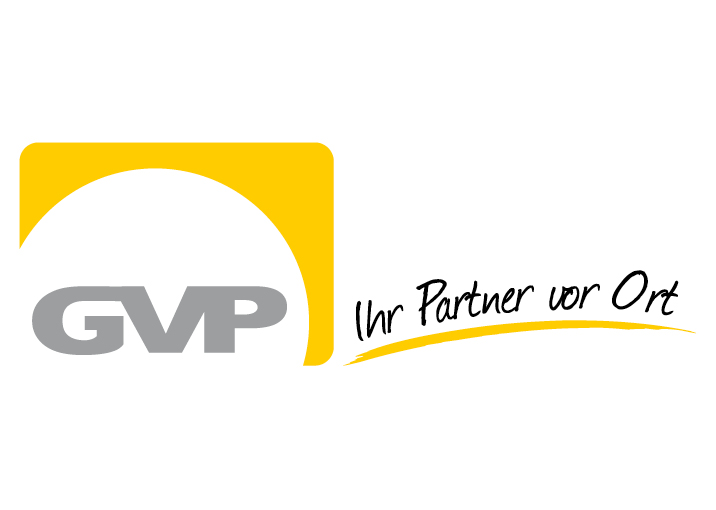
Logo vor 2019

Die Gasversorgung Pforzheim Land GmbH (GVP) ist ein Unternehmen im Bereich der Erdgasversorgung im Enzkreis. Es ist dabei zugleich Netzbetreiber und Gaslieferant.

## Struktur
Die GVP erfüllt ihre Aufgaben als Versorgungsunternehmen für Pforzheim und das Umland in privatrechtlicher Gesellschaftsform. Gesellschafter des Unternehmens sind die EnBW Energie Baden-Württemberg (49 %), die Thüga AG (31 %) und die Stadtwerke Pforzheim (SWP) (20 %).

## Management

### Geschäftsführung
Borris Heller, Kerstin Anne Eschler

### Aufsichtsrat
Der Aufsichtsrat der Gasversorgung Pforzheim Land GmbH spiegelt die gesellschaftsrechtliche Beteiligung der Unternehmen SWP, Thüga AG und EnBW Gas GmbH wider. Zu den Mitgliedern des Kontrollgremiums der GVP gehören:
Für die SWP Stadtwerke Pforzheim
- Wolf-Kersten Meyer, Vorsitzender Geschäftsführer der SWP Stadtwerke Pforzheim GmbH & Co. KG

Für die EnBW Energie Baden-Württemberg AG
- Nikolaus Scheirle, EnBW Energie Baden-Württemberg AG
- Hans-Jürgen Hertel, EnBW Energie Baden-Württemberg AG
- Michael Gutjahr, EnBW Energie Baden-Württemberg AG

Für die Thüga AG
- Eva Hennig, stellvertretende Vorsitzende Thüga Aktiengesellschaft, München
- Andreas Sautter, Thüga Aktiengesellschaft, München

## Leitungsnetz

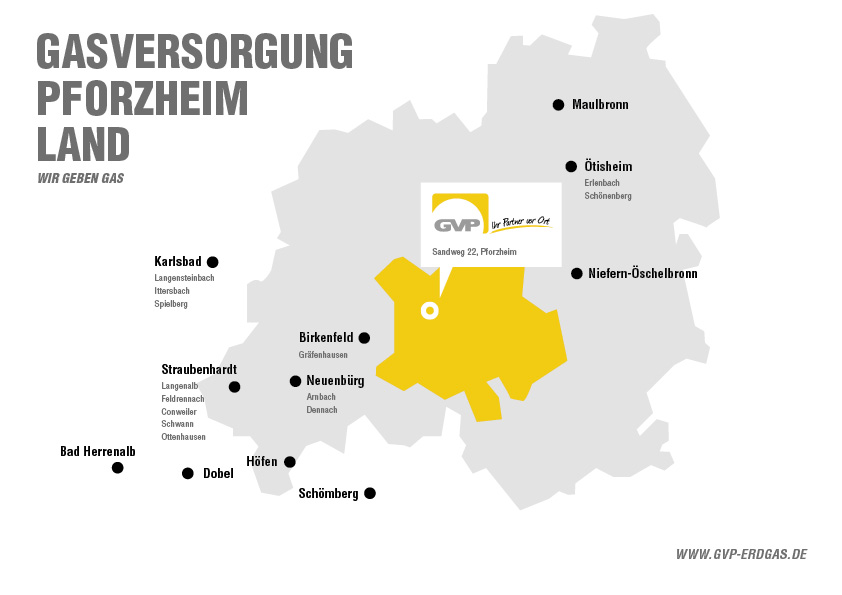
Das Versorgungsgebiet der Gasversorgung Pforzheim Land GmbH

Seit der Firmengründung 1995 ist der kontinuierliche Ausbau des Leitungsnetzes ein wichtiger Punkt auf der Agenda der GVP, um der steigenden Nachfrage nach Erdgas nachzukommen. Im Jahr 2012 wurden 1.400.000 Euro in den Netzausbau und in die Förderung energieeffizienter Erdgaslösungen investiert; das Leitungsnetz zur Versorgung der GVP-Kunden kommt in der Region Pforzheim inzwischen auf eine Gesamtlänge von rund 364.900 Meter. 2012 versorgte die GVP 7.405 Abnehmer (Privat- und Geschäftskunden) in 11 Gemeinden und 24 Teilgemeinden mit Erdgas, energienahen Dienstleistungen und Erdgaslösungen für Gewerbe und Industrie. Die Gasabgabemenge im selben Jahr betrug rund 482,6 Megawattstunden.

## Produkte und Dienstleistungen
Die GVP beliefert deutschlandweit Kunden mit Erdgas. Neben herkömmlichen Erdgas verkauft das Unternehmen auch Bio-Erdgas, das aus pflanzlichen Rohstoffen gewonnen und auf Erdgasqualität aufbereitet wird. Mit dem Produkt GVP-Naturgas wird Erdgas mit einem 10- bzw. 30-prozentiger Anteil an Bio-Erdgas vertrieben. Das Produkt dient nicht nur dem Klimaschutz, sondern auch der Erfüllung des Erneuerbare Wärmegesetzes Baden-Württemberg (EWärmeG-BW).
Zu den Energiedienstleistungen gehören die Erstellung von Energie- und Thermographieausweisen sowie die Installation eines Erdgas-Hausanschlusses. Um Kosten zu senken, bietet die GVP ihren Kunden eine Energieberatung sowie die Unterstützung durch Förderprogramme an. Außerdem haben die Industrie und das Gewerbe die Möglichkeit eine Beratung zum Thema Blockheizkraftwerke und Kraft-Wärme-Kopplung der GVP heranzuziehen.

## Sponsoringaktivitäten
Die Gasversorgung Pforzheim Land GmbH unterstützt die Regionale-Gesellschaft in den Bereichen Sport, Kultur und Soziales. Sie engagieren sich für den Breitensport und die Jugendförderung in den Vereinen sowie für regionale Veranstaltungen, wie zum Beispiel den Klosterkonzerten Maulbronn oder dem Happiness Festival. Aber auch im sozialen Bereich sind die GVP aktiv. Mit der Förderung von sozialen Projekten und Einrichtungen wird die Gesellschaft durch die GVP unterstützt.